# Berg (Tongeren-Borgloon)
Berg is een dorp in de Belgische provincie Limburg en een deelgemeente van Tongeren-Borgloon, het was een zelfstandige gemeente tot aan de gemeentelijke herindeling van 1971. Ketsingen, waar de Demer ontspringt, behoort ook tot Berg.

## Etymologie
Berg dankt zijn naam aan een strategische heuvelrug gevormd door de Trappersberg, de kerkheuvel en de Galgenberg. Deze heuvelrug beheerst een deel van de Jekervallei.

## Geschiedenis
Tumuli op het Tomveld uit de Keltische en Romeinse tijd en graven uit de tijd van de Merovingen wijzen erop dat Berg reeds lang bewoond is. Berg lag aan de heirwegen naar Nijmegen en naar Keulen - Bavay (Via Belgica). De Nederlandse archeoloog Nico Roymans denkt dat Berg, vanwege de vele Keltische muntvondsten, een goede kandidaat is voor de vesting Atuatuca van de Eburonen, Caesars hoofkwartier in 54 en 53 v.Chr.
Op de Galgenberg (123 m) stond een galg vanaf de 13e eeuw, opgericht door de Hoge Justitie van Tongeren die er Luiks recht sprak. Hier liet de Tongerse magistraat de terdoodveroordeelden ophangen. Vooraleer ze naar de galg gingen kregen ze een laatste kans om hun zonden in de Sint-Martinuskerk op te biechten.

## Demografische ontwikkeling
- Bronnen:NIS, Opm:1831 tot en met 1970=volkstellingenr

## Bezienswaardigheden

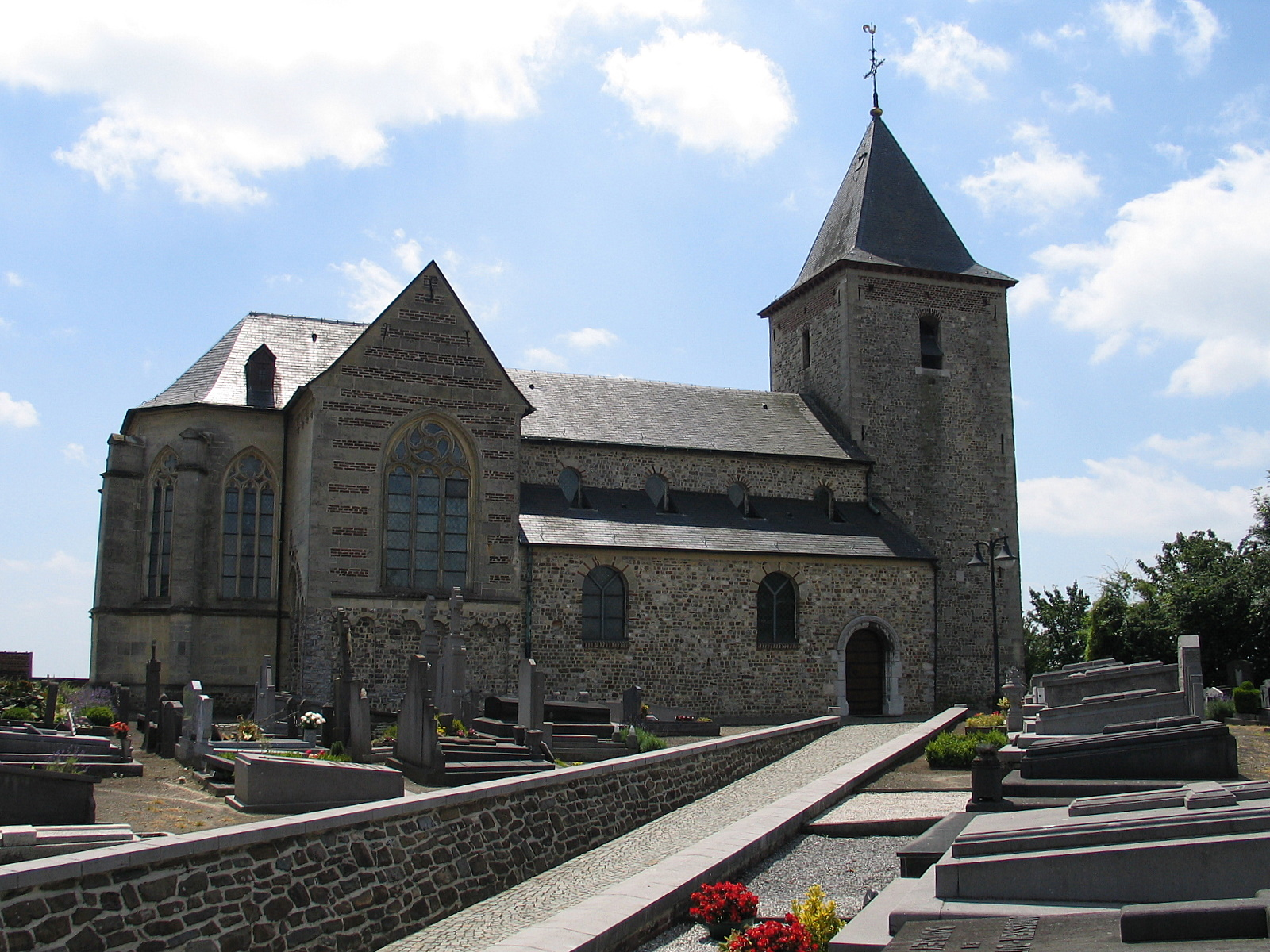
De Sint-Martinuskerk

De romaanse Sint-Martinuskerk is een van de oudste kerken van België. Onder het altaar vond men in 1869 een Romeinse viergodensteen uit de 2e eeuw. Martinus van Tours is de patroonheilige van Berg.

## Natuur en landschap
Berg ligt op de grens van droog- en vochtig-Haspengouw en op de waterscheiding tussen de Jeker en de Demer (Maas en Schelde). De hoogte varieert tussen 80 en 123 meter. Het hoogste punt is de Galgenberg, en ook de kerk van het dorp ligt op een aanzienlijke hoogte boven de omringende valleien.

## Evenementen
- De jaarlijkse military (paardensport) op de Galgenberg.

## Nabijgelegen kernen
Tongeren, Henis, 's Herenelderen, Ketsingen, Mal